# (29617) 1998 SK108
A (29617) 1998 SK108 a Naprendszer kisbolygóövében található aszteroida. A LINEAR projekt keretében fedezték fel 1998. szeptember 26-án.